# Bela Tikvicki
Bela Tikvicki (1913. – 10. srpnja 1987.) je bio bački hrvatski skladatelj, dirigent i istaknuti kulturni djelatnik. Radio je u subotičkoj Glazbenoj školi kao profesor. 
Surađivao je s Hrvatskim narodnim kazalištem u Subotici.
Napisao je djelo Horske kompozicije od narodnih do operskih horova.

## Vanjske poveznice
- WorldCat